# 北海道教育大学
北海道教育大学（ほっかいどうきょういくだいがく、英語: Hokkaido University of Education）は、北海道札幌市北区に本部を置く日本の国立大学。1943年創立、1949年大学設置。大学の略称は北教大（ほっきょうだい）、道教大（どうきょうだい）。
北海道各地に5つのキャンパスを有する。

## 概要

### 大学全体
教育学部のみの4課程からなる教育系単科大学。
日本で唯一、へき地・小規模校の教員養成を目的にしたカリキュラムを有する。
一部のキャンパスでは教員免許の取得を必須としておらず、教員養成を目的としていない課程（通称・ゼロ免課程）も有している。
以前は全国の大学では珍しい分校制度を採用していたため、入試やカリキュラムなどの制度が分校により異なり、実質的に5つの大学で構成されているような状況であった。各校を分校と称しながら、本校がどこにもなかったため、混乱を避けるべく1993年度から分校呼称を廃止し、○○校という名称に変えた。2006年4月に大幅な統一再編が行われ、1つの大学・5つのキャンパスという体制を明確にした。
しかし、現在でも1学部のみの単科大学で複数のキャンパスに分かれている大学は当校のみである。
放送大学学園と単位互換協定を結んでおり、多様な学習の機会が提供されている。
戦前の師範学校の流れを汲んでいる関係から、大学発足当初は通常の4年制課程（一類）の他、短期大学相当の2年制課程（二類）も存在していたが、1963年（昭和38年）に二類は募集停止となっている。

### 所在地
札幌校（本部）
〒002-8502 札幌市北区あいの里5条3丁目1-3（北緯43度10分5.6秒 東経141度23分46.5秒 / 北緯43.168222度 東経141.396250度）
- 北海道旅客鉄道（JR北海道）札沼線（学園都市線）あいの里教育大駅より徒歩20分
- 北海道中央バス 栄23・麻24系統で「教育大学前」下車すぐ

旭川校
〒070-8621 旭川市北門町9丁目（北緯43度47分15.6秒 東経142度20分56.0秒 / 北緯43.787667度 東経142.348889度）
- 旭川電気軌道バス 5系統・6系統・14系統・105系統・124系統、道北バス 37系統・38系統で「旭町2条10丁目」下車徒歩5分
- 旭川電気軌道バス 23系統・24系統・124系統で「北門町9丁目」下車徒歩5分

函館校
〒040-8567 函館市八幡町1-2（北緯41度47分34.3秒 東経140度44分26.9秒 / 北緯41.792861度 東経140.740806度）
- 函館バス各線「宮前町」下車徒歩7分
- 函館バス 4系統「教育大学前」下車すぐ

釧路校（へき地・小規模校教育研究センター）
〒085-8580 釧路市城山1丁目15-55（北緯42度58分52.2秒 東経144度23分55.5秒 / 北緯42.981167度 東経144.398750度）
- くしろバス 3系統・32系統で「城山十字路」下車徒歩4分

岩見沢校
〒068-8642 岩見沢市緑が丘2丁目34-1（北緯43度11分16.9秒 東経141度46分32.2秒 / 北緯43.188028度 東経141.775611度）
- 北海道中央バス 緑が丘鉄北循環線・かえで団地線・幌向線で「教大前」下車

## 沿革
| 年                  | 札幌校 | 札幌校 | 旭川校 | 函館校                                                                                     | 釧路校                                                                                     | 岩見沢校                                                                                     |
| ------------------- | --- | --- | --- | ------------------------------------------------------------------------------------------ | ------------------------------------------------------------------------------------------ | -------------------------------------------------------------------------------------------- |
| 1876年 （明治9年）  | | | | 小學敎科傳習所                                                                             |                                                                                            |                                                                                              |
| 1877年 （明治10年） | 小學科授業 傳習生徒敎場                                                                                                   | | | ↓                                                                                          |                                                                                            |                                                                                              |
| 1879年 （明治12年） | 敎員速成科 | | | ↓                                                                                          |                                                                                            |                                                                                              |
| 1880年 （明治13年） | ↓ | | | 官立函館師範學校                                                                           |                                                                                            |                                                                                              |
| 1882年 （明治15年） | 師範速成科 | | | 縣立函館師範學校                                                                           |                                                                                            |                                                                                              |
| 1883年 （明治16年） | 縣立札幌師範學校 | | | ↓                                                                                          |                                                                                            |                                                                                              |
| 1886年 （明治19年） | 廳立札幌師範學校 | | | 廳立函館師範學校                                                                           |                                                                                            |                                                                                              |
| 1886年 （明治19年） | 北海道師範學校 | | | 北海道師範學校函館分校                                                                     |                                                                                            |                                                                                              |
| 1887年 （明治20年） | 北海道尋常師範學校 | | | （廃止）                                                                                   |                                                                                            |                                                                                              |
| 1898年 （明治31年） | 北海道師範學校 | | |                                                                                            |                                                                                            |                                                                                              |
| 1914年 （大正3年）  | 北海道札幌師範學校 | | | 北海道函館師範學校                                                                         |                                                                                            |                                                                                              |
| 1923年 （大正12年） | ↓ | | 北海道旭川師範學校 | ↓                                                                                          |                                                                                            | 廳立實業補習學校 敎員養成所                                                                  |
| 1935年 （昭和10年） | ↓ | | ↓ | ↓                                                                                          |                                                                                            | 廳立青年學校 敎員養成所                                                                      |
| 1940年 （昭和15年） | ↓ | 北海道女子師範學校 | ↓ | ↓                                                                                          |                                                                                            | ↓                                                                                            |
| 1943年 （昭和18年） | 北海道第一師範學校 | 北海道第一師範學校 | 北海道第三師範學校 | 北海道第二師範學校                                                                         |                                                                                            | ↓                                                                                            |
| 1944年 （昭和19年） | ↓ | ↓ | ↓ | ↓                                                                                          |                                                                                            | 北海道青年師範學校                                                                           |
| 1949年 （昭和24年） | 新制大学 北海道学芸大学 （学芸学部） 発足 （師範学校を包括して存続、分校・分教場を設置）                                  | 新制大学 北海道学芸大学 （学芸学部） 発足 （師範学校を包括して存続、分校・分教場を設置）                                  | 新制大学 北海道学芸大学 （学芸学部） 発足 （師範学校を包括して存続、分校・分教場を設置）                                               | 新制大学 北海道学芸大学 （学芸学部） 発足 （師範学校を包括して存続、分校・分教場を設置）   | 新制大学 北海道学芸大学 （学芸学部） 発足 （師範学校を包括して存続、分校・分教場を設置）   | 新制大学 北海道学芸大学 （学芸学部） 発足 （師範学校を包括して存続、分校・分教場を設置）     |
| 1949年 （昭和24年） | 北海道第一師範学校 | 北海道第一師範学校 | 北海道第三師範学校 | 北海道第二師範学校                                                                         |                                                                                            | 北海道青年師範学校                                                                           |
| 1949年 （昭和24年） | 札幌分校 | 札幌分校 | 旭川分校 | 函館分校                                                                                   | 釧路分校                                                                                   | 札幌分校岩見沢分教場                                                                         |
| 1951年 （昭和26年） | 師範学校を廃止 | 師範学校を廃止 | 師範学校を廃止 | 師範学校を廃止                                                                             | 師範学校を廃止                                                                             | 師範学校を廃止                                                                               |
| 1951年 （昭和26年） | 札幌分校 | 札幌分校 | 旭川分校 | 函館分校                                                                                   | 釧路分校                                                                                   | 札幌分校岩見沢分教場                                                                         |
| 1954年 （昭和29年） | ↓ | ↓ | ↓ | ↓                                                                                          | ↓                                                                                          | 岩見沢分校                                                                                   |
| 1966年 （昭和41年） | 北海道教育大学（教育学部）に改称                                                                                          | 北海道教育大学（教育学部）に改称                                                                                          | 北海道教育大学（教育学部）に改称 | 北海道教育大学（教育学部）に改称                                                           | 北海道教育大学（教育学部）に改称                                                           | 北海道教育大学（教育学部）に改称                                                             |
| 1966年 （昭和41年） | 札幌分校 | 札幌分校 | 旭川分校 | 函館分校                                                                                   | 釧路分校                                                                                   | 岩見沢分校                                                                                   |
| 1987年 （昭和62年） | 中央区南22条から 現在地（北区あいの里）に移転。                                                                           | 中央区南22条から 現在地（北区あいの里）に移転。                                                                           | ↓ | ↓                                                                                          | ↓                                                                                          | ↓                                                                                            |
| 1988年 （昭和63年） | ↓ | ↓ | ↓ | ゼロ免課程 総合科学課程を設置                                                              | ↓                                                                                          | ↓                                                                                            |
| 1989年 （平成元年） | ゼロ免課程 芸術文化課程を設置                                                                                             | ゼロ免課程 芸術文化課程を設置                                                                                             | ゼロ免課程 健康科学課程を設置 | ↓                                                                                          | ↓                                                                                          | ↓                                                                                            |
| 1990年 （平成2年）  | ↓ | ↓ | ↓ | ↓                                                                                          | ゼロ免課程 総合科学課程を設置                                                              | ゼロ免課程 社会教育課程を設置                                                                |
| 1992年 （平成4年）  | 大学院教育学研究科（修士課程）学校教育専攻・教科教育専攻を設置                                                            | 大学院教育学研究科（修士課程）学校教育専攻・教科教育専攻を設置                                                            | 大学院教育学研究科（修士課程）学校教育専攻・教科教育専攻を設置                                                                         | 大学院教育学研究科（修士課程）学校教育専攻・教科教育専攻を設置                             | 大学院教育学研究科（修士課程）学校教育専攻・教科教育専攻を設置                             | 大学院教育学研究科（修士課程）学校教育専攻・教科教育専攻を設置                               |
| 1993年 （平成5年）  | 分校名を改称 | 分校名を改称 | 分校名を改称 | 分校名を改称                                                                               | 分校名を改称                                                                               | 分校名を改称                                                                                 |
| 1993年 （平成5年）  | 札幌校 | 札幌校 | 旭川校 | 函館校                                                                                     | 釧路校                                                                                     | 岩見沢校                                                                                     |
| 1996年 （平成8年）  | ゼロ免課程 国際理解教育課程を設置                                                                                         | ゼロ免課程 国際理解教育課程を設置                                                                                         | ゼロ免課程 生涯学習課程を設置 | ↓                                                                                          | ↓                                                                                          | ↓                                                                                            |
| 1999年 （平成11年） | 学部課程の大幅改組を実施                                                                                                  | 学部課程の大幅改組を実施                                                                                                  | 学部課程の大幅改組を実施 | 学部課程の大幅改組を実施                                                                   | 学部課程の大幅改組を実施                                                                   | 学部課程の大幅改組を実施                                                                     |
| 1999年 （平成11年） | 札幌校 | 札幌校 | 旭川校 | 函館校                                                                                     | 釧路校                                                                                     | 岩見沢校                                                                                     |
| 1999年 （平成11年） | 学校教育教員養成課程 国際理解教育課程 地域環境教育課程 芸術文化課程                                                       | 学校教育教員養成課程 国際理解教育課程 地域環境教育課程 芸術文化課程                                                       | 学校教育教員養成課程 地域環境教育課程 生涯教育課程 芸術文化課程                                                                        | 学校教育教員養成課程 国際理解教育課程 生涯教育課程 芸術文化課程 情報社会教育課程           | 学校教育教員養成課程 国際理解教育課程 地域環境教育課程 生涯教育課程                        | 学校教育教員養成課程 生涯教育課程                                                            |
| 2004年 （平成16年） | 国立大学法人 北海道教育大学が発足                                                                                         | 国立大学法人 北海道教育大学が発足                                                                                         | 国立大学法人 北海道教育大学が発足 | 国立大学法人 北海道教育大学が発足                                                          | 国立大学法人 北海道教育大学が発足                                                          | 国立大学法人 北海道教育大学が発足                                                            |
| 2006年 （平成18年） | 学部課程の大幅な見直し・再編を実施。分校制度を完全に廃止し、1大学・5キャンパス体制を明確化                                | 学部課程の大幅な見直し・再編を実施。分校制度を完全に廃止し、1大学・5キャンパス体制を明確化                                | 学部課程の大幅な見直し・再編を実施。分校制度を完全に廃止し、1大学・5キャンパス体制を明確化                                             | 学部課程の大幅な見直し・再編を実施。分校制度を完全に廃止し、1大学・5キャンパス体制を明確化 | 学部課程の大幅な見直し・再編を実施。分校制度を完全に廃止し、1大学・5キャンパス体制を明確化 | 学部課程の大幅な見直し・再編を実施。分校制度を完全に廃止し、1大学・5キャンパス体制を明確化   |
| 2006年 （平成18年） | 札幌校 | 札幌校 | 旭川校 | 函館校                                                                                     | 釧路校                                                                                     | 岩見沢校                                                                                     |
| 2006年 （平成18年） | 教員養成課程 総合学習開発専攻 基礎学習開発専攻 養護教育専攻 特別支援教育専攻 教育臨床専攻                                 | 教員養成課程 総合学習開発専攻 基礎学習開発専攻 養護教育専攻 特別支援教育専攻 教育臨床専攻                                 | 教員養成課程 教育発達専攻 国語教育専攻 社会科教育専攻 英語教育専攻 数学教育専攻 理科教育専攻 生活・技術教育専攻 芸術・保健体育教育専攻 | 人間地域科学課程 人間発達専攻 国際文化・協力専攻 地域創生専攻 環境科学専攻 情報科学専攻    | 教員養成課程 地域学校教育専攻 地域教育開発専攻 学校カリキュラム開発専攻                    | 芸術課程 音楽コース 美術コース 芸術文化コース スポーツ教育課程 スポーツ教育コース            |
| 2008年 （平成20年） | 大学院教育学研究科高度教職実践専攻専門職学位課程（教職大学院）を設置                                                      | 大学院教育学研究科高度教職実践専攻専門職学位課程（教職大学院）を設置                                                      | 大学院教育学研究科高度教職実践専攻専門職学位課程（教職大学院）を設置                                                                   | 大学院教育学研究科高度教職実践専攻専門職学位課程（教職大学院）を設置                       | 大学院教育学研究科高度教職実践専攻専門職学位課程（教職大学院）を設置                       | 大学院教育学研究科高度教職実践専攻専門職学位課程（教職大学院）を設置                         |
| 2014年 （平成26年） | 学部課程の改組を実施。 | 学部課程の改組を実施。 | 学部課程の改組を実施。 | 学部課程の改組を実施。                                                                     | 学部課程の改組を実施。                                                                     | 学部課程の改組を実施。                                                                       |
| 2014年 （平成26年） | 札幌校 | 札幌校 | 旭川校 | 函館校                                                                                     | 釧路校                                                                                     | 岩見沢校                                                                                     |
| 2014年 （平成26年） | ↓ | ↓ | ↓ | 国際地域学科 地域協働専攻 地域教育専攻                                                     | ↓                                                                                          | 芸術・スポーツ文化学科 芸術・スポーツビジネス専攻 音楽文化専攻 美術文化専攻 スポーツ文化専攻 |
| 2015年 （平成27年） | 学部課程の改組を実施。 | 学部課程の改組を実施。 | 学部課程の改組を実施。 | 学部課程の改組を実施。                                                                     | 学部課程の改組を実施。                                                                     | 学部課程の改組を実施。                                                                       |
| 2015年 （平成27年） | 札幌校 | 札幌校 | 旭川校 | 函館校                                                                                     | 釧路校                                                                                     | 岩見沢校                                                                                     |
| 2015年 （平成27年） | 教員養成課程 学校教育専攻 特別支援教育専攻 言語・社会教育専攻 理数教育専攻 生活創造教育専攻 芸術体育教育専攻 養護教育専攻 | 教員養成課程 学校教育専攻 特別支援教育専攻 言語・社会教育専攻 理数教育専攻 生活創造教育専攻 芸術体育教育専攻 養護教育専攻 | ↓ | ↓                                                                                          | 教員養成課程 地域学校教育専攻 地域・環境教育専攻 学校カリキュラム開発専攻                  | ↓                                                                                            |

## 教育学部
4課程
- 教員養成課程　（札幌校・旭川校・釧路校）- 所定の教員免許取得を卒業要件としている。
- 人間地域科学課程（函館校）- 教員免許取得を卒業要件としていないが、卒業要件以外の所定の単位をそろえることで、所定の教員免許取得が可能（ゼロ免課程）。再編により募集停止。
- 芸術課程（岩見沢校）- 同上
- スポーツ教育課程（岩見沢校）- 同上

2学科
- 国際地域学科（函館校） - 再編により新設。卒業要件等については再編前の課程と同じ。
- 芸術・スポーツ文化学科（岩見沢校） - 同上

### 札幌校
1課程
- 教員養成課程 7専攻
  - 学校教育専攻 - 2分野（教育学、教育心理学）
  - 特別支援教育専攻
  - 養護教育専攻
  - 言語・社会教育専攻 - 3分野（国語教育、英語教育、社会科教育）
  - 理数教育専攻 - 2分野（算数・数学教育、理科教育）
  - 生活創造教育専攻 - 2分野（総合技術教育、家庭科教育）
  - 芸術体育教育専攻 - 3分野（図画工作・美術教育、音楽教育、保健体育教育）

※分野：複数の分野がある専攻では、入学後、分野分け（主に入学試験の成績に基づく）を行う
| 課程         | 専攻               | 分野                   | 取得すべき免許状                           | 所定の単位の修得で取得できる免許状 |
| ------------ | ------------------ | ---------------------- | ------------------------------------------ | --- |
| 教員養成課程 | 学校教育専攻       | 教育学分野             | 小学校教諭1種                              | - 小学校教諭1・2種 - 中学校教諭1・2種（国語、数学、理科、社会、英語、保健、保健体育、技術、家庭、音楽） - 高等学校教諭1種（国語、数学、理科、地理歴史、公民、英語、保健、家庭、工業） - 特別支援学校教諭1・2種 - 幼稚園教諭1・2種 - 養護教諭1・2種 - 学校図書館司書教諭 - 認定心理士 - 繊維製品品質管理士 - 衣料管理士 - 日本語教員 |
| 教員養成課程 | 学校教育専攻       | 教育心理学分野         | 小学校教諭1種                              | - 小学校教諭1・2種 - 中学校教諭1・2種（国語、数学、理科、社会、英語、保健、保健体育、技術、家庭、音楽） - 高等学校教諭1種（国語、数学、理科、地理歴史、公民、英語、保健、家庭、工業） - 特別支援学校教諭1・2種 - 幼稚園教諭1・2種 - 養護教諭1・2種 - 学校図書館司書教諭 - 認定心理士 - 繊維製品品質管理士 - 衣料管理士 - 日本語教員 |
| 教員養成課程 | 特別支援教育専攻   | 特別支援教育分野       | 小学校教諭2種・特別支援学校教諭1種         | - 小学校教諭1・2種 - 中学校教諭1・2種（国語、数学、理科、社会、英語、保健、保健体育、技術、家庭、音楽） - 高等学校教諭1種（国語、数学、理科、地理歴史、公民、英語、保健、家庭、工業） - 特別支援学校教諭1・2種 - 幼稚園教諭1・2種 - 養護教諭1・2種 - 学校図書館司書教諭 - 認定心理士 - 繊維製品品質管理士 - 衣料管理士 - 日本語教員 |
| 教員養成課程 | 養護教育専攻       | 養護教育分野           | 養護教諭1種                                | - 小学校教諭1・2種 - 中学校教諭1・2種（国語、数学、理科、社会、英語、保健、保健体育、技術、家庭、音楽） - 高等学校教諭1種（国語、数学、理科、地理歴史、公民、英語、保健、家庭、工業） - 特別支援学校教諭1・2種 - 幼稚園教諭1・2種 - 養護教諭1・2種 - 学校図書館司書教諭 - 認定心理士 - 繊維製品品質管理士 - 衣料管理士 - 日本語教員 |
| 教員養成課程 | 言語・社会教育専攻 | 国語教育分野           | 小学校教諭1種又は中学校教諭1種（国語）     | - 小学校教諭1・2種 - 中学校教諭1・2種（国語、数学、理科、社会、英語、保健、保健体育、技術、家庭、音楽） - 高等学校教諭1種（国語、数学、理科、地理歴史、公民、英語、保健、家庭、工業） - 特別支援学校教諭1・2種 - 幼稚園教諭1・2種 - 養護教諭1・2種 - 学校図書館司書教諭 - 認定心理士 - 繊維製品品質管理士 - 衣料管理士 - 日本語教員 |
| 教員養成課程 | 言語・社会教育専攻 | 英語教育分野           | 中学校教諭1種（英語）                      | - 小学校教諭1・2種 - 中学校教諭1・2種（国語、数学、理科、社会、英語、保健、保健体育、技術、家庭、音楽） - 高等学校教諭1種（国語、数学、理科、地理歴史、公民、英語、保健、家庭、工業） - 特別支援学校教諭1・2種 - 幼稚園教諭1・2種 - 養護教諭1・2種 - 学校図書館司書教諭 - 認定心理士 - 繊維製品品質管理士 - 衣料管理士 - 日本語教員 |
| 教員養成課程 | 言語・社会教育専攻 | 社会科教育分野         | 小学校教諭1種又は中学校教諭1種（社会）     | - 小学校教諭1・2種 - 中学校教諭1・2種（国語、数学、理科、社会、英語、保健、保健体育、技術、家庭、音楽） - 高等学校教諭1種（国語、数学、理科、地理歴史、公民、英語、保健、家庭、工業） - 特別支援学校教諭1・2種 - 幼稚園教諭1・2種 - 養護教諭1・2種 - 学校図書館司書教諭 - 認定心理士 - 繊維製品品質管理士 - 衣料管理士 - 日本語教員 |
| 教員養成課程 | 理数教育専攻       | 算数・数学教育分野     | 小学校教諭1種又は中学校教諭1種（数学）     | - 小学校教諭1・2種 - 中学校教諭1・2種（国語、数学、理科、社会、英語、保健、保健体育、技術、家庭、音楽） - 高等学校教諭1種（国語、数学、理科、地理歴史、公民、英語、保健、家庭、工業） - 特別支援学校教諭1・2種 - 幼稚園教諭1・2種 - 養護教諭1・2種 - 学校図書館司書教諭 - 認定心理士 - 繊維製品品質管理士 - 衣料管理士 - 日本語教員 |
| 教員養成課程 | 理数教育専攻       | 理科教育分野           | 小学校教諭1種又は中学校教諭1種（理科）     | - 小学校教諭1・2種 - 中学校教諭1・2種（国語、数学、理科、社会、英語、保健、保健体育、技術、家庭、音楽） - 高等学校教諭1種（国語、数学、理科、地理歴史、公民、英語、保健、家庭、工業） - 特別支援学校教諭1・2種 - 幼稚園教諭1・2種 - 養護教諭1・2種 - 学校図書館司書教諭 - 認定心理士 - 繊維製品品質管理士 - 衣料管理士 - 日本語教員 |
| 教員養成課程 | 生活創造教育専攻   | 総合技術教育専攻       | 小学校教諭1種又は中学校教諭1種（技術）     | - 小学校教諭1・2種 - 中学校教諭1・2種（国語、数学、理科、社会、英語、保健、保健体育、技術、家庭、音楽） - 高等学校教諭1種（国語、数学、理科、地理歴史、公民、英語、保健、家庭、工業） - 特別支援学校教諭1・2種 - 幼稚園教諭1・2種 - 養護教諭1・2種 - 学校図書館司書教諭 - 認定心理士 - 繊維製品品質管理士 - 衣料管理士 - 日本語教員 |
| 教員養成課程 | 生活創造教育専攻   | 家庭科教育専攻         | 小学校教諭1種又は中学校教諭1種（家庭）     | - 小学校教諭1・2種 - 中学校教諭1・2種（国語、数学、理科、社会、英語、保健、保健体育、技術、家庭、音楽） - 高等学校教諭1種（国語、数学、理科、地理歴史、公民、英語、保健、家庭、工業） - 特別支援学校教諭1・2種 - 幼稚園教諭1・2種 - 養護教諭1・2種 - 学校図書館司書教諭 - 認定心理士 - 繊維製品品質管理士 - 衣料管理士 - 日本語教員 |
| 教員養成課程 | 芸術体育教育専攻   | 図画工作・美術教育分野 | 小学校教諭1種又は中学校教諭1種（美術）     | - 小学校教諭1・2種 - 中学校教諭1・2種（国語、数学、理科、社会、英語、保健、保健体育、技術、家庭、音楽） - 高等学校教諭1種（国語、数学、理科、地理歴史、公民、英語、保健、家庭、工業） - 特別支援学校教諭1・2種 - 幼稚園教諭1・2種 - 養護教諭1・2種 - 学校図書館司書教諭 - 認定心理士 - 繊維製品品質管理士 - 衣料管理士 - 日本語教員 |
| 教員養成課程 | 芸術体育教育専攻   | 音楽教育分野           | 小学校教諭1種又は中学校教諭1種（音楽）     | - 小学校教諭1・2種 - 中学校教諭1・2種（国語、数学、理科、社会、英語、保健、保健体育、技術、家庭、音楽） - 高等学校教諭1種（国語、数学、理科、地理歴史、公民、英語、保健、家庭、工業） - 特別支援学校教諭1・2種 - 幼稚園教諭1・2種 - 養護教諭1・2種 - 学校図書館司書教諭 - 認定心理士 - 繊維製品品質管理士 - 衣料管理士 - 日本語教員 |
| 教員養成課程 | 芸術体育教育専攻   | 保健体育教育分野       | 小学校教諭1種又は中学校教諭1種（保健体育） | - 小学校教諭1・2種 - 中学校教諭1・2種（国語、数学、理科、社会、英語、保健、保健体育、技術、家庭、音楽） - 高等学校教諭1種（国語、数学、理科、地理歴史、公民、英語、保健、家庭、工業） - 特別支援学校教諭1・2種 - 幼稚園教諭1・2種 - 養護教諭1・2種 - 学校図書館司書教諭 - 認定心理士 - 繊維製品品質管理士 - 衣料管理士 - 日本語教員 |

※2020年4月現在

### 旭川校
1課程
- 教員養成課程 8専攻
  - 教育発達専攻 - 4分野（教育学、教育心理学、特別支援教育、幼児教育）
  - 国語教育専攻
  - 英語教育専攻
  - 社会科教育専攻
  - 数学教育専攻
  - 理科教育専攻
  - 生活・技術教育専攻 - 2分野（技術、家庭）
  - 芸術・保健体育教育専攻 - 3分野（音楽、美術、保健体育）

### 函館校
1学科
- 国際地域学科 2専攻

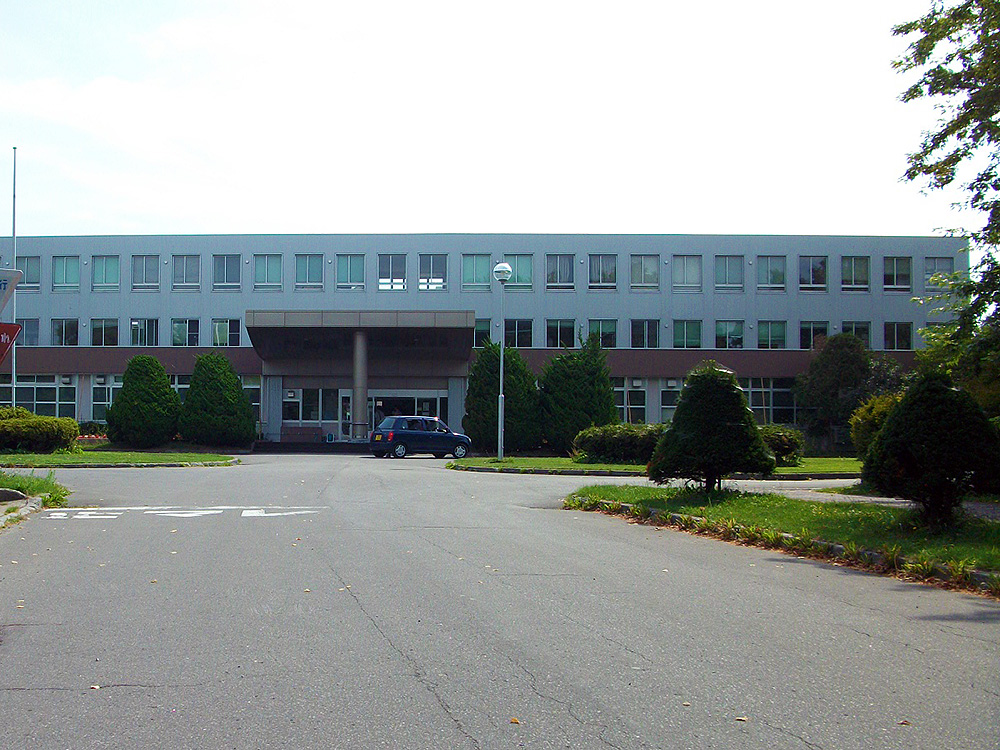
函館校

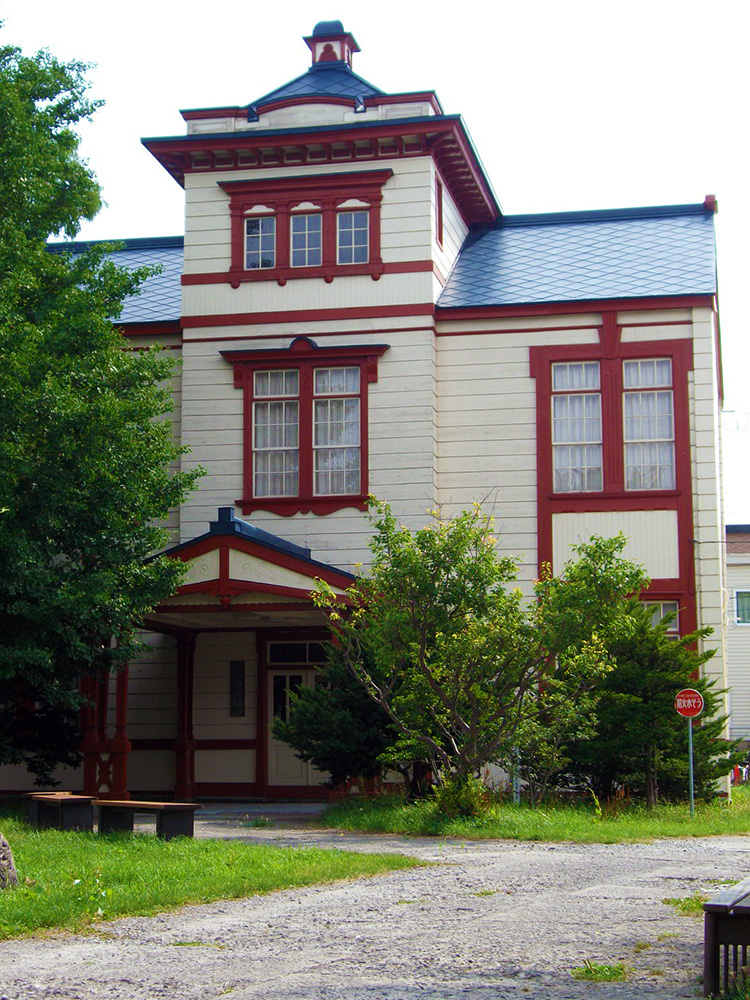
北方教育資料館（函館校）

  - 地域協働専攻 （国際協働・地域政策・地域環境科学）
  - 地域教育専攻

1課程（再編前の課程のため募集は停止されている）
- 人間地域科学課程 5専攻（各専攻にはそれぞれ3つの分野があり、入学後に分野分けを行う。）
  - 人間発達専攻 （心理学、教育学、障害児臨床）
  - 国際文化・協力専攻 （日本語・日本文化、欧米文化、国際協力）
  - 地域創生専攻 （地域計画・地域文化・地域福祉）
  - 情報科学専攻 （基礎情報・社会情報・情報デザイン）
  - 環境科学専攻 （生命・地球環境科学、物質・エネルギー環境科学、生活環境科学）

※なお、看護師免許状取得者が養護教諭1種免許状を取得する特別課程である、養護教諭特別別科が設置されている。

### 釧路校
1課程
- 教員養成課程 1専攻
  - 地域学校教育実践専攻
    - 学校教育実践分野
    - 発達教育実践分野
    - 地域環境教育実践分野
    - 国語教育実践分野
    - 社会科教育実践分野
    - 英語教育実践分野
    - 数学教育実践分野
    - 理科教育実践分野
    - 美術教育実践分野
    - 音楽教育実践分野
    - 家庭科教育実践分野
    - 保健体育科教育実践分野

### 岩見沢校
1学科
- 芸術・スポーツ文化学科 4専攻

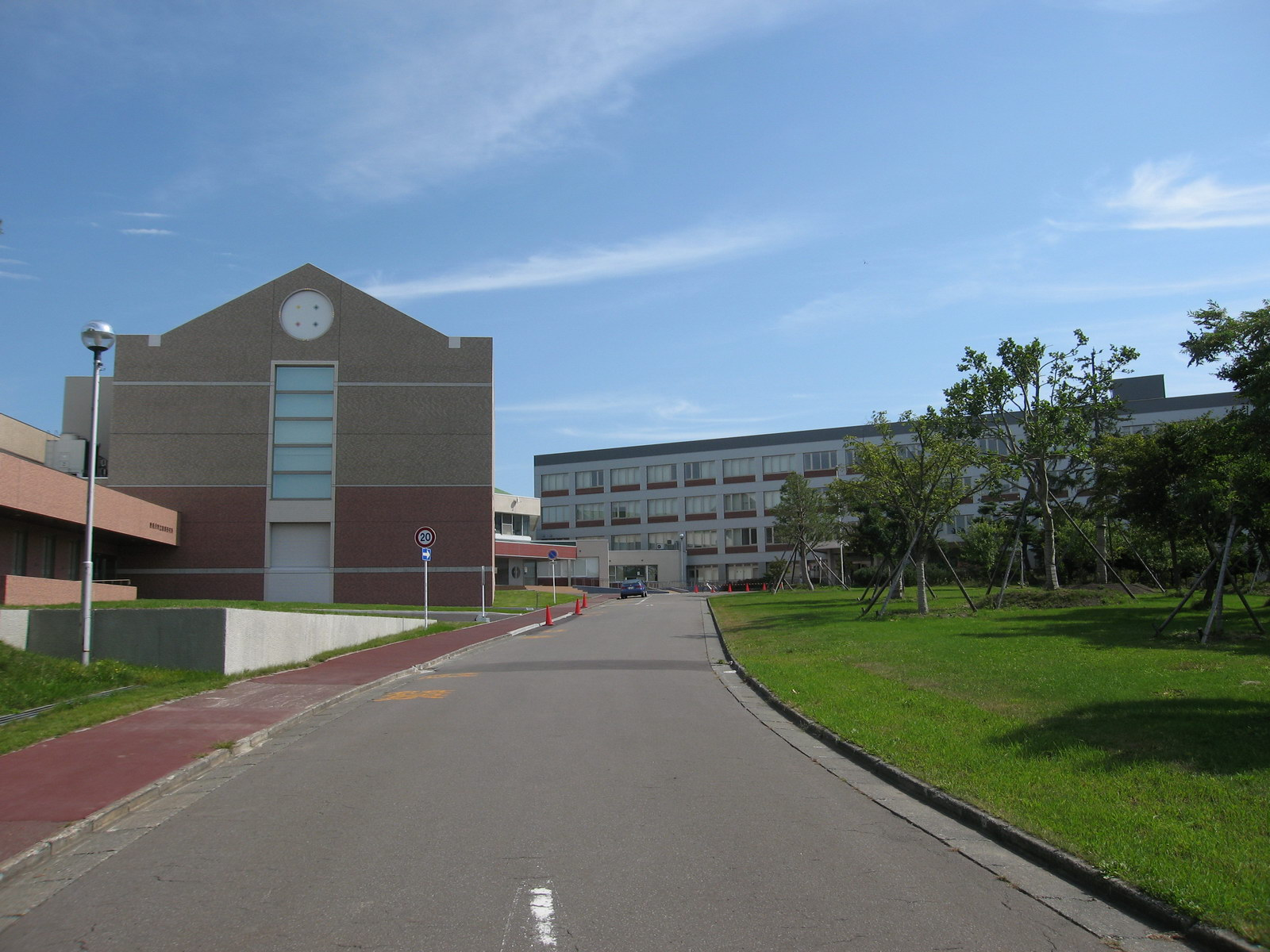
岩見沢校

  - 芸術・スポーツビジネス専攻 - 1コース
  - 音楽文化専攻 -　5コース（声楽、鍵盤楽器、作曲、管弦打楽器、音楽教育・音楽文化）
  - 美術文化専攻 - 4コース（美術・デザイン、書画・工芸、メディア・タイムアート、美術文化教育）
  - スポーツ文化専攻 - 2コース（スポーツ・コーチング科学、アウトドア・ライフ）

2課程（再編前の課程のため募集は停止されている）
- 芸術課程 3コース
  - 音楽コース -　4専攻（声楽、鍵盤楽器、作曲、管弦打楽器）
  - 美術コース - 6専攻（書、絵画、彫刻、メディアデザイン、工芸、実験芸術）
  - 芸術文化コース - 3専攻（アートマネージメント、芸術教育、芸術理論）

- スポーツ教育課程 1コース
  - スポーツ教育コース - 3専攻（スポーツ・コーチング、健康・スポーツ科学、アウトドア・ライフ）

## 大学院（教育学研究科）

### 修士課程
札幌校・岩見沢校（共同体制）、函館校、旭川校、釧路校に設置。4専攻13専修
- 学校教育専攻 1専修（学校教育）
- 教科教育専攻 10専修（国語教育、社会科教育、数学教育、理科教育、音楽教育、美術教育、保健体育教育、技術教育、家政教育、英語教育）
- 養護教育専攻 1専修（養護教育）
- 学校・臨床心理専攻 1専修（学校臨床心理）

### 高度教職実践専攻専門職学位課程（教職大学院）
札幌校・旭川校、釧路校で開講。3コース
- 学級経営・学校経営コース
- 生徒指導・教育相談コース
- 授業開発コース

### 共同学校教育学専攻（博士後期課程）
大阪教育大学・福岡教育大学と共同で設置。

## 附属学校
- 合計10校、正式名称は頭に「北海道教育大学附属」が付されている。
- 札幌小学校と札幌中学校の中には、特別支援学級「ふじのめ学級」が設置されている。

| 校種                 | 札幌校（2校） | 旭川校（3校） | 函館校（4校） | 釧路校（1校）    | 岩見沢校（0校） |
| -------------------- | ------------- | ------------- | ------------- | ---------------- | --------------- |
| 幼稚園 （2校）       | なし          | 旭川幼稚園    | 函館幼稚園    | なし             | なし            |
| 小学校 （3校）       | 札幌小学校    | 旭川小学校    | 函館小学校    | なし             | なし            |
| 中学校 （3校）       | 札幌中学校    | 旭川中学校    | 函館中学校    | なし             | なし            |
| 義務教育学校 （1校） | なし          | なし          | なし          | 釧路義務教育学校 | なし            |
| 特別支援学校 （1校） | なし          | なし          | 特別支援学校  | なし             | なし            |

## 国際交流

### 協定大学
| 国・地域       | 大学 |
| -------------- | --- |
| 中国           | 瀋陽師範大学、哈爾濱師範大学、山東師範大学、四川大学、天津外国語学院                                         |
| 香港           | 香港大学 |
| 韓国           | 釜山大学校、ソウル教育大学校、全州教育大学校、釜山教育大学校                                                 |
| オーストラリア | ジェームズクック大学、シドニー工科大学、グリフィス大学                                                       |
| アメリカ合衆国 | アラスカ大学フェアバンクス校、アラスカ大学アンカレッジ校、イリノイ州立大学、マサチューセッツ大学アマースト校 |
| カナダ         | セント・メリーズ大学、カルガリー大学、サイモン・フレーザー大学                                               |
| イギリス       | ロンドン大学アジア・アフリカ学院 (SOAS)                                                                      |
| ノルウェー     | ベルゲン大学                                                                                                 |
| フィンランド   | シベリウス音楽院                                                                                             |
| エジプト       | カイロ大学                                                                                                   |
| キルギス       | ビシケク人文大学                                                                                             |
| ロシア         | ノボシビルスク国立教育大学、ヴィトゥス・ベーリング記念カムチャッカ国立大学                                   |
| ベトナム       | フエ大学 |